# تورغلو
تورغلو (بالألمانية: Torgelow) هي بلدة ألمانية ومدينة تقع في ألمانيا في Landkreis Vorpommern-Greifswald. يقدر عدد سكانها بـ 9,371 نسمة.

## المدن التوأمة
مدن اسبلكامبف، كامين بومورسكي، بوميرود وكاليز بومورسكي هي مدن توأمة لـتورغلو.